# Lionel Scheffer
Monseigneur Lionel Scheffer (24 février 1903 - 3 octobre 1966) était un homme d'Église canadien qui fut vicaire apostolique du Labrador de 1946 à 1966. 

## Biographie
Originaire de Sainte-Marguerite-du-Lac-Masson (Québec), il reçut l'ordre en l'année 1930 dans les Oblats de Marie-Immaculée. Il avait été nommé évêque titulaire d'Isba (de) par le pape Pie XII. Son consécrateur principal fut Mgr Jules Leguerrier (de). 
En 1967, Mgr Henri Légaré (de) lui succède en tant qu'évêque de Labrador. Il est décédé en 1966. Il est à l'origine du nom de la ville de Schefferville.